# (15117) 2000 DA79
A (15117) 2000 DA79 a Naprendszer kisbolygóövében található aszteroida. A LINEAR projekt keretében fedezték fel 2000. február 29-én.